# Liste der Kulturdenkmale in Geißmannsdorf
In der Liste der Kulturdenkmale in Geißmannsdorf sind die Kulturdenkmale des Ortsteils Geißmannsdorf der sächsischen Stadt Bischofswerda verzeichnet, die bis Juni 2017 vom Landesamt für Denkmalpflege Sachsen erfasst wurden (ohne archäologische Kulturdenkmale). Die Anmerkungen sind zu beachten.

## Liste der Kulturdenkmale in Geißmannsdorf
| Bild                                    | Bezeichnung                                                                                | Lage                                    | Datierung                                                            | Beschreibung | ID       |
| --------------------------------------- | ------------------------------------------------------------------------------------------ | --------------------------------------- | -------------------------------------------------------------------- | --- | -------- |
| Direkt Bild zu diesem Denkmal hochladen | Wohnhaus                                                                                   | Geißmannsdorfer Straße 4 (Karte)        | 1908                                                                 | Zeittypischer Putzbau mit Freigespärre im Giebel, baugeschichtlich von Bedeutung, Dachüberstand, Betongewände | 09288485 |
| Direkt Bild zu diesem Denkmal hochladen | Seitengebäude (Nr. 10), Scheune und holzverkleidete Handschwengelpumpe eines Dreiseithofes | Geißmannsdorfer Straße 10 (Karte)       | Um 1850                                                              | Seitengebäude Obergeschoss Fachwerk, Scheune holzverbrettert mit originaler Ausstattung (Pansenwände und Dreschmaschine), baugeschichtlich und wirtschaftsgeschichtlich von Bedeutung. Wohnstallhaus Nummer 9, aufgrund des Veränderungsgrades im Dachstuhl und wegen geringer historischer Aussagefähigkeit (auch im Inneren) als Denkmal gestrichen. Nummer 10, Abbruchgenehmigung für das Seitengebäude vom 10. Juli 2012. | 09288509 |
|                                         | Denkmal für die Gefallenen des Ersten Weltkrieges                                          | Geißmannsdorfer Straße 17 (bei) (Karte) | 1921                                                                 | Granitplatte mit Giebelaufsatz und Inschrift zu Ehren der Gefallenen der Orte Geißmannsdorf und Pickau, ortsgeschichtlich von Bedeutung, rechts und links je ein Schwert | 09288508 |
| Direkt Bild zu diesem Denkmal hochladen | Wohnstallhaus mit angebautem Wirtschaftsteil                                               | Geißmannsdorfer Straße 33 (Karte)       | Um 1850                                                              | Obergeschoss Fachwerk verbrettert, baugeschichtlich von Bedeutung | 09288504 |
| Direkt Bild zu diesem Denkmal hochladen | Seitengebäude eines Dreiseithofes                                                          | Geißmannsdorfer Straße 36 (Karte)       | 1. Hälfte 19. Jahrhundert                                            | Obergeschoss Fachwerk verbrettert, baugeschichtlich und wirtschaftsgeschichtlich von Bedeutung, Wohnstallhaus und Scheune Streichung 2011, kein ausreichender Denkmalwert vorhanden | 09288503 |
| Direkt Bild zu diesem Denkmal hochladen | Auszugshaus (Nr. 44) und Scheune (Nr. 44a) eines Dreiseithofes                             | Geißmannsdorfer Straße 44, 44a (Karte)  | Um 1850                                                              | Auszugshaus Obergeschoss Fachwerk verbrettert, Scheune heute Wohnhaus, baugeschichtlich und wirtschaftsgeschichtlich von Bedeutung | 09288501 |
|                                         | Wohnstallhaus                                                                              | Geißmannsdorfer Straße 46 (Karte)       | Um 1850                                                              | Putzbau mit Drempel und Drillingsfenster im Giebel, baugeschichtlich von Bedeutung, massiv und stattlich | 09288500 |
| Direkt Bild zu diesem Denkmal hochladen | Wohnstallhaus                                                                              | Geißmannsdorfer Straße 48 (Karte)       | 18. Jahrhundert                                                      | Obergeschoss Fachwerk, Giebel verschiefert, baugeschichtlich von Bedeutung, mit Drempelgeschoss, Giebel verbrettert und verschiefert | 09288499 |
|                                         | Wohnstallhaus und nördliche Scheune eines Dreiseithofes                                    | Geißmannsdorfer Straße 50 (Karte)       | 2. Hälfte 19. Jahrhundert                                            | Wohnstallhaus Putzbau mit Drempel und Drillingsfenster im Giebel, Scheune Putzbau, baugeschichtlich und wirtschaftsgeschichtlich von Bedeutung | 09288498 |
|                                         | Gasthof mit Saalanbau und Linde (Erblehngericht)                                           | Geißmannsdorfer Straße 54 (Karte)       | Um 1860                                                              | Putzbau mit Drempel, Saalanbau mit großen rundbogigen Fenstern, baugeschichtlich und ortsgeschichtlich von Bedeutung, große rundbogige Fenster | 09288496 |
|                                         | Wohnhaus, ehemalige Alte Schule                                                            | Geißmannsdorfer Straße 56 (Karte)       | Anfang 19. Jahrhundert                                               | Obergeschoss Fachwerk verbrettert, baugeschichtlich und ortsgeschichtlich von Bedeutung, Krüppelwalm, Granitgewände und -portal, Korbbogenportal | 09288497 |
| Direkt Bild zu diesem Denkmal hochladen | Wohnstallhaus eines Dreiseithofes, ohne Anbau                                              | Geißmannsdorfer Straße 62 (Karte)       | Um 1850                                                              | Obergeschoss Fachwerk verbrettert, Giebel verschiefert, baugeschichtlich von Bedeutung, Giebel straßenseitig verschiefert, ohne Anbau | 09288494 |
| Direkt Bild zu diesem Denkmal hochladen | Wohnhaus                                                                                   | Geißmannsdorfer Straße 64 (Karte)       | Um 1850                                                              | Obergeschoss Fachwerk verbrettert, baugeschichtlich von Bedeutung | 09288492 |
| Direkt Bild zu diesem Denkmal hochladen | Spritzenhäuschen                                                                           | Geißmannsdorfer Straße 64 (vor) (Karte) | Um 1850                                                              | Verbrettert, ortsgeschichtlich von Bedeutung | 09288493 |
| Direkt Bild zu diesem Denkmal hochladen | Wohnstallhaus eines Zweiseithofes                                                          | Geißmannsdorfer Straße 65 (Karte)       | 18. Jahrhundert (Wohnstallhaus); 1. Hälfte 19. Jahrhundert (Scheune) | Wohnstallhaus Putzbau mit hohem Walmdach, baugeschichtlich und wirtschaftsgeschichtlich von Bedeutung. Wohnstallhaus mit überputzten Sandsteingewänden, hohes Walmdach, klassizistische Grundhaltung. Scheune mit originalen Fenstern und Tor, Streichung 2017: sowohl im massiven als auch im Teil mit ausschließlich Holzkonstruktion erhebliche Schädigungen im Dach, die bereits auf die Deckenkonstruktion ausstrahlen, bei dringend anstehenden Sanierungsmaßnahmen wird die Originalsubstanz weiterhin verlorengehen, Scheune im Vergleich zu anderen Scheunen im Ort bereits am Giebel straßenseitig mit Kunstschieferverkleidung versehen, nur ortsbildprägend, einvernehmliche Entscheidung mit Unterer Denkmalschutzbehörde vor Ort zur Streichung wegen des zu geringen historischen Aussagewertes und des nicht ausreichend begründbaren öffentlichen Erhaltungsinteresses. | 09288490 |
|                                         | Wohnhaus (Umgebinde)                                                                       | Geißmannsdorfer Straße 66 (Karte)       | Bezeichnet mit 1857                                                  | Obergeschoss Fachwerk verbrettert, bezeichnet im Türsturz, baugeschichtlich von Bedeutung | 09288491 |
|                                         | Wohnstallhaus mit angebauter Scheune                                                       | Geißmannsdorfer Straße 74 (Karte)       | Um 1850                                                              | Obergeschoss Fachwerk verbrettert, baugeschichtlich und wirtschaftsgeschichtlich von Bedeutung, Erdgeschoss massiv untersetzt | 09288486 |
|                                         | Wohnhaus eines Bauernhofes                                                                 | Geißmannsdorfer Straße 79 (Karte)       | Bezeichnet mit 1799                                                  | Spätbarocker Putzbau mit Krüppelwalmdach, baugeschichtlich von Bedeutung, Sandsteinportal, Krüppelwalmdach, bezeichnet im Türstock 1799, ohne Anbau, Torpfeiler Abbruch 2011 festgestellt | 09288489 |

## Streichungen von der Denkmalliste
| Bild                                    | Bezeichnung                                                    | Lage                              | Datierung                 | Beschreibung | ID       |
| --------------------------------------- | -------------------------------------------------------------- | --------------------------------- | ------------------------- | --- | -------- |
| Direkt Bild zu diesem Denkmal hochladen | Wohnhaus                                                       | Geißmannsdorfer Straße 18 (Karte) |                           | |          |
|                                         | Dreiseithof                                                    | Geißmannsdorfer Straße 21 (Karte) |                           | Abgerissen |          |
|                                         | Linker Teil eines Bauernhauses                                 | Geißmannsdorfer Straße 22 (Karte) | 18. Jahrhundert           | Obergeschoss Fachwerk, mit Drempel, Giebel ornamental verschiefert, baugeschichtlich von Bedeutung. Mit Drempelgeschoss, Erdgeschoss unschön „verkachelt“, Giebel verschiefert, ohne Anbau. Zwischen 2017 und 2024 aus der Denkmalliste gestrichen. | 09288505 |
| Direkt Bild zu diesem Denkmal hochladen | Dreiseithof                                                    | Geißmannsdorfer Straße 43 (Karte) |                           | |          |
| Direkt Bild zu diesem Denkmal hochladen | Stallgebäude und Scheune mit Kellereingang eines Dreiseithofes | Geißmannsdorfer Straße 57 (Karte) | 2. Hälfte 19. Jahrhundert | Baugeschichtlich und wirtschaftsgeschichtlich von Bedeutung; nach 2014 von der Denkmalliste gestrichen | 09288495 |

## Tabellenlegende
- Bild: Bild des Kulturdenkmals, ggf. zusätzlich mit einem Link zu weiteren Fotos des Kulturdenkmals im Medienarchiv Wikimedia Commons. Wenn man auf das Kamerasymbol klickt, können Fotos zu Kulturdenkmalen aus dieser Liste hochgeladen werden:
- Bezeichnung: Denkmalgeschützte Objekte und ggf. Bauwerksname des Kulturdenkmals
- Lage: Straßenname und Hausnummer oder Flurstücknummer des Kulturdenkmals. Die Grundsortierung der Liste erfolgt nach dieser Adresse. Der Link (Karte) führt zu verschiedenen Kartendiensten mit der Position des Kulturdenkmals. Fehlt dieser Link, wurden die Koordinaten noch nicht eingetragen. Sind diese bekannt, können sie über ein Tool mit einer Kartenansicht einfach nachgetragen werden. In dieser Kartenansicht sind Kulturdenkmale ohne Koordinaten mit einem roten bzw. orangen Marker dargestellt und können durch Verschieben auf die richtige Position in der Karte mit Koordinaten versehen werden. Kulturdenkmale ohne Bild sind an einem blauen bzw. roten Marker erkennbar.
- Datierung: Baubeginn, Fertigstellung, Datum der Erstnennung oder grobe zeitliche Einordnung entsprechend des Eintrags in der sächsischen Denkmaldatenbank
- Beschreibung: Kurzcharakteristik des Kulturdenkmals entsprechend des Eintrags in der sächsischen Denkmaldatenbank, ggf. ergänzt durch die dort nur selten veröffentlichten Erfassungstexte oder zusätzliche Informationen
- ID: Vom Landesamt für Denkmalpflege Sachsen vergebene, das Kulturdenkmal eindeutig identifizierende Objekt-Nummer. Der Link führt zum PDF-Denkmaldokument des Landesamtes für Denkmalpflege Sachsen. Bei ehemaligen Kulturdenkmalen können die Objektnummern unbekannt sein und deshalb fehlen bzw. die Links von aus der Datenbank entfernten Objektnummern ins Leere führen. Ein ggf. vorhandenes Icon  führt zu den Angaben des Kulturdenkmals bei Wikidata.